# Piazza Navona

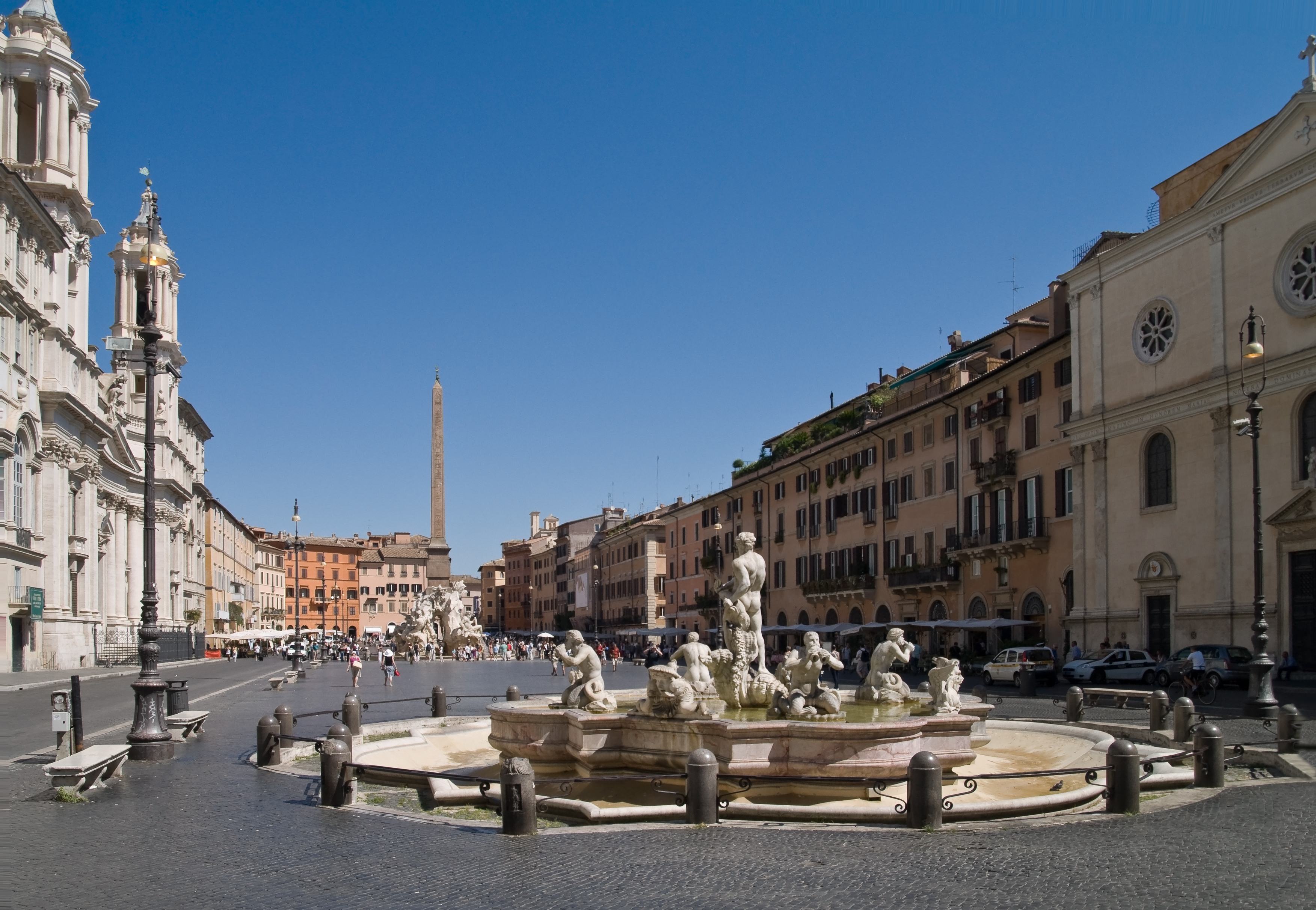
Piazza Navona, perspectivă spre nord (grupul statuar “Fontana del Moro”, în stânga biserica Sant’Agnese in Agone)

Piazza Navona este o piață din Roma, una din principalele destinații turistice ale orașului. 

## Generalități
Este amplasată pe locul fostului Stadion al lui Domițian, construit în secolul I d.Hr.. Piața urmează conturul deschis al stadionului. Vechii romani obișnuiau să vină aici pentru a urmări reprezentațiile agones ("competiții"), locul fiind astfel cunoscut ca "Circus Agonalis" ("arena de competiție"). Se presupune că, în timp, termenul s-a schimbat în in agone, apoi în navone, iar în cele din urmă în contemporanul navona. Cuvântul grec “agon” (întrecere, competiție) s-a păstrat până în zilele de azi în numele bisericii învecinate “Sant’Agnese in Agone”.

## Grupuri statuare

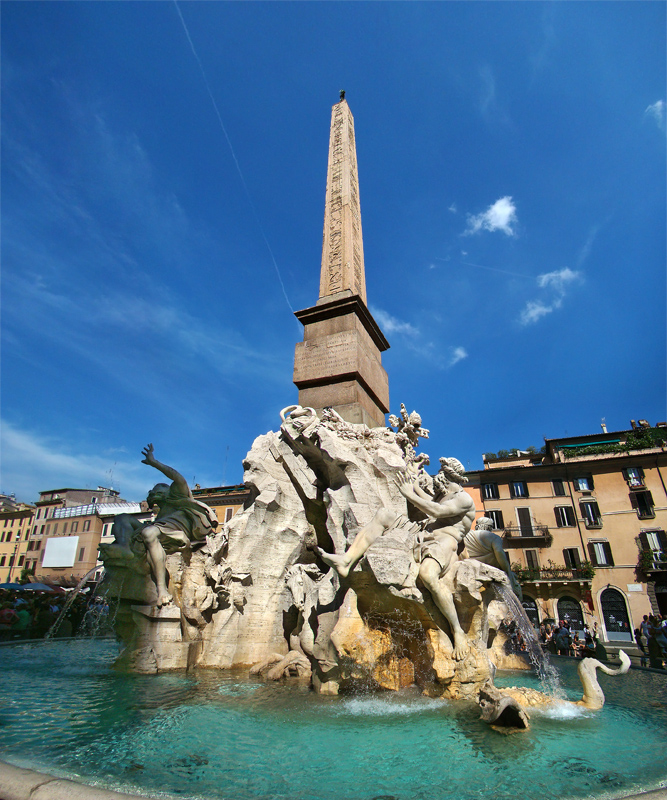
Fontana dei Quattro Fiumi

Monumentalul grup statuar “Fontana dei Quattro Fiumi“ („Fântâna celor patru fluvii“), realizată de Gian Lorenzo Bernini în secolul al XVII-lea, reprezintă simbolic cele 4 fluvii importante ale continentelor cunoscute atunci: Dunărea (Europa), Nilul (Africa), Gange (Asia) și Rio de la Plata (America).

## Galerie de imagini

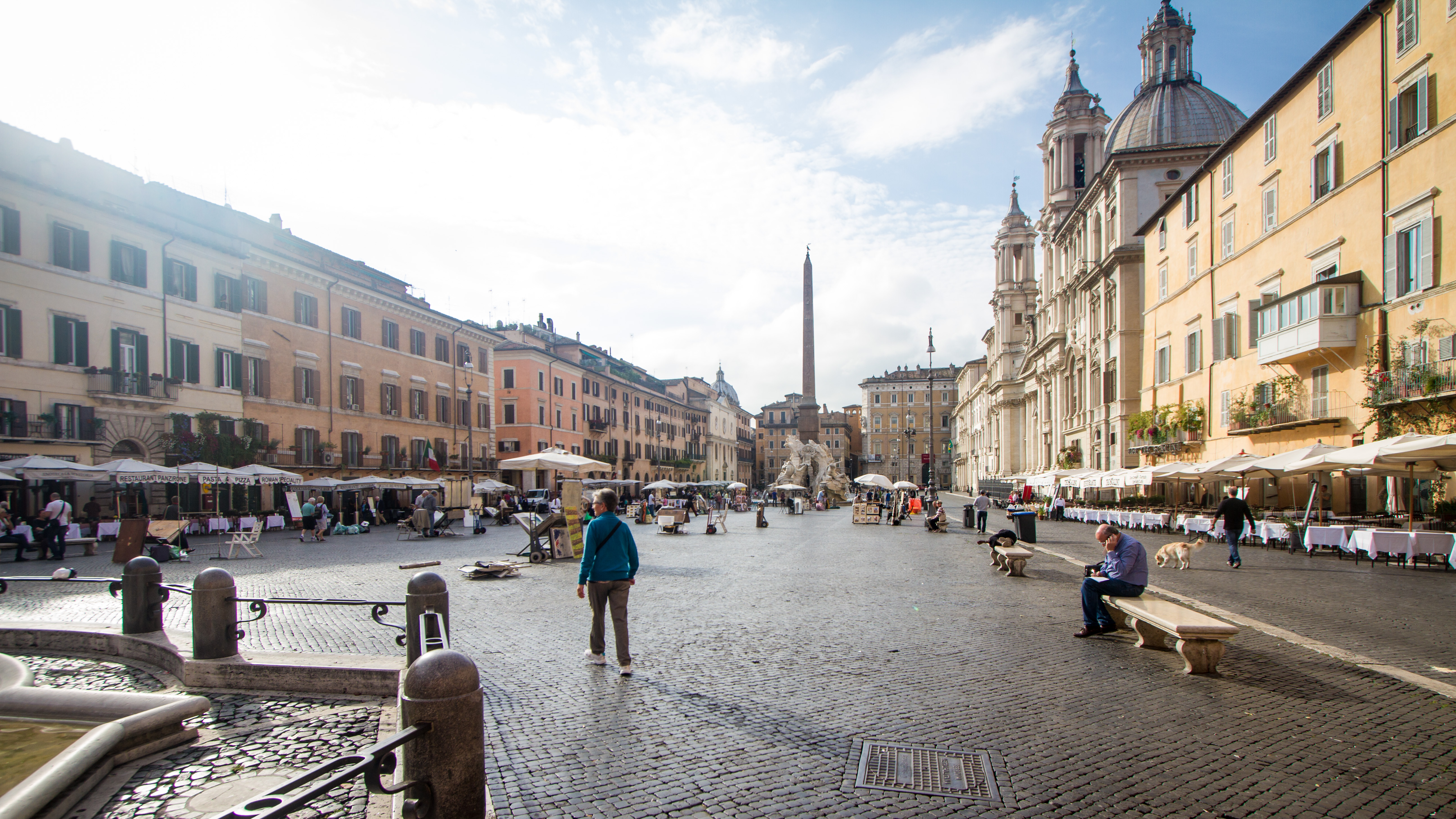
Piazza Navona - perspectivă spre sud (în dreapta biserica “Sant’Agnese in Agone”)
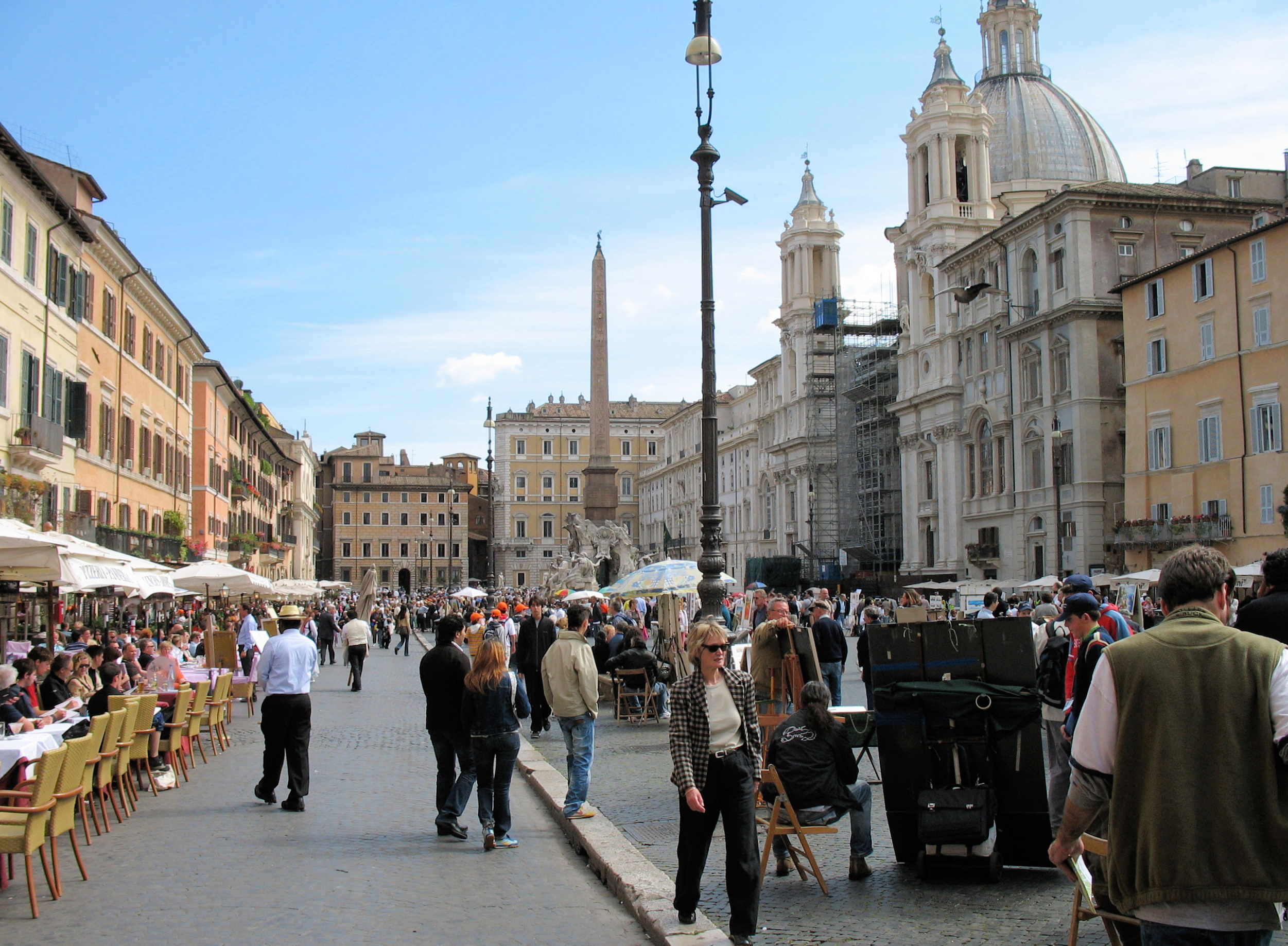
Piazza Navona - perspectivă spre sud (în dreapta biserica “Sant’Agnese in Agone”)
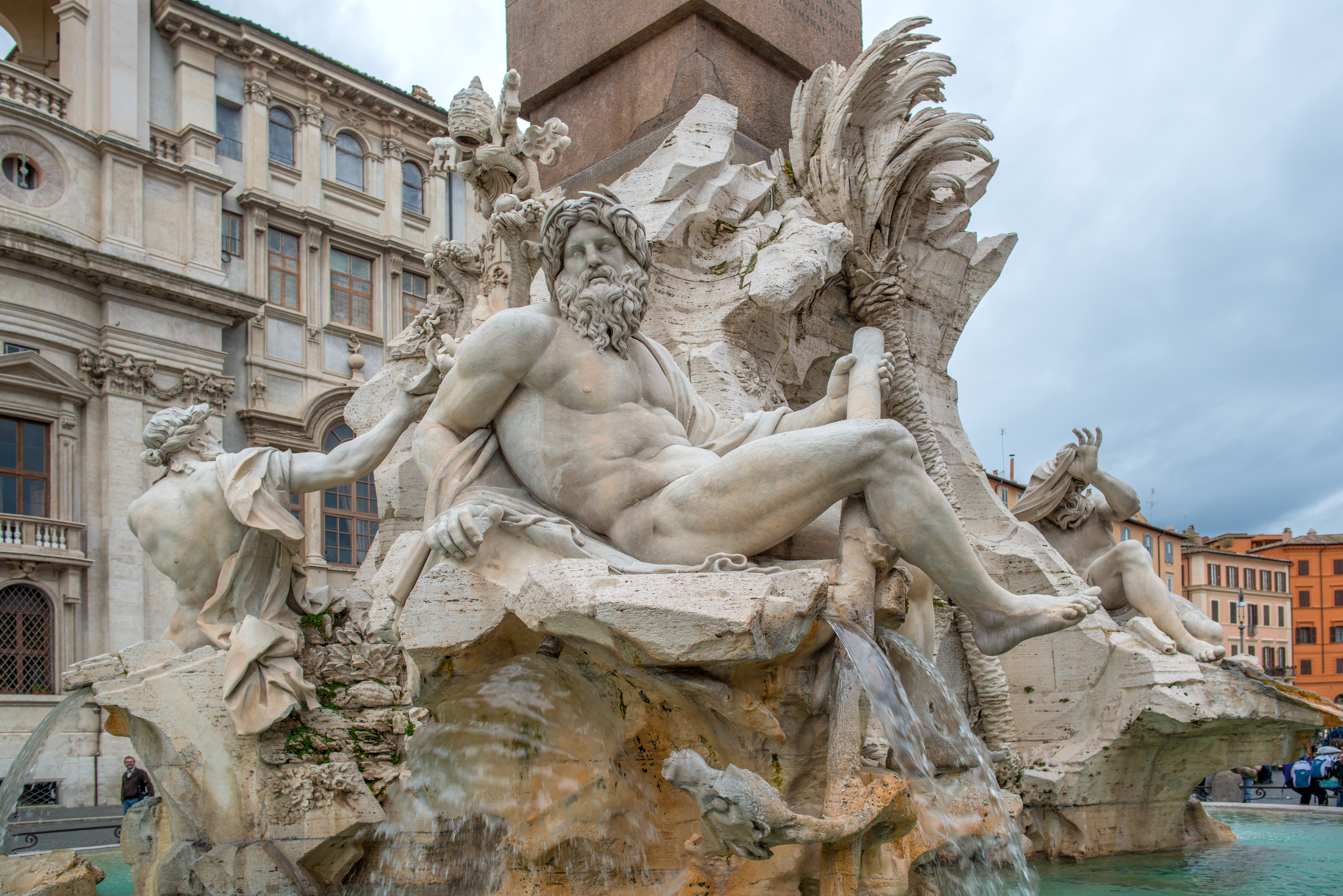
Grupul statuar “Fontana dei Quattro Fiumi” (“Fântâna celor 4 fluvii”) de Gian Lorenzo Bernini
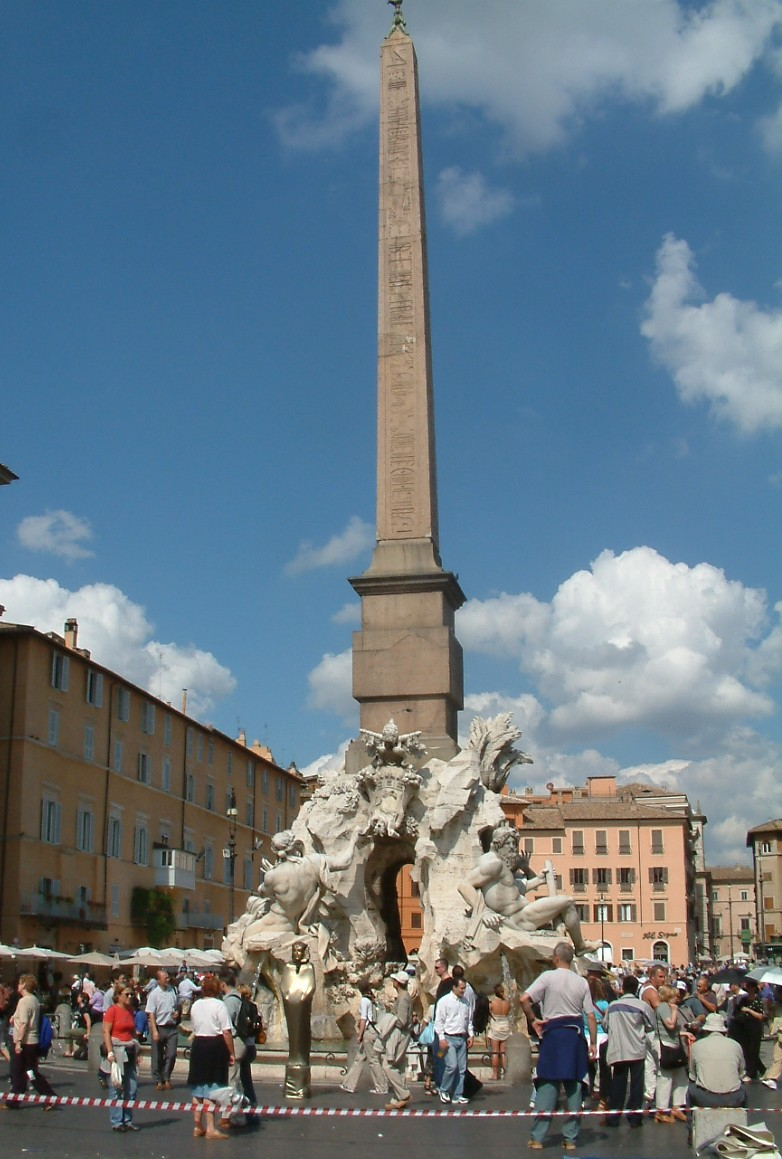
Obeliscul şi grupul statuar “Fontana dei Quattro Fiumi” (“Fântâna celor 4 fluvii”) de Gian Lorenzo Bernini
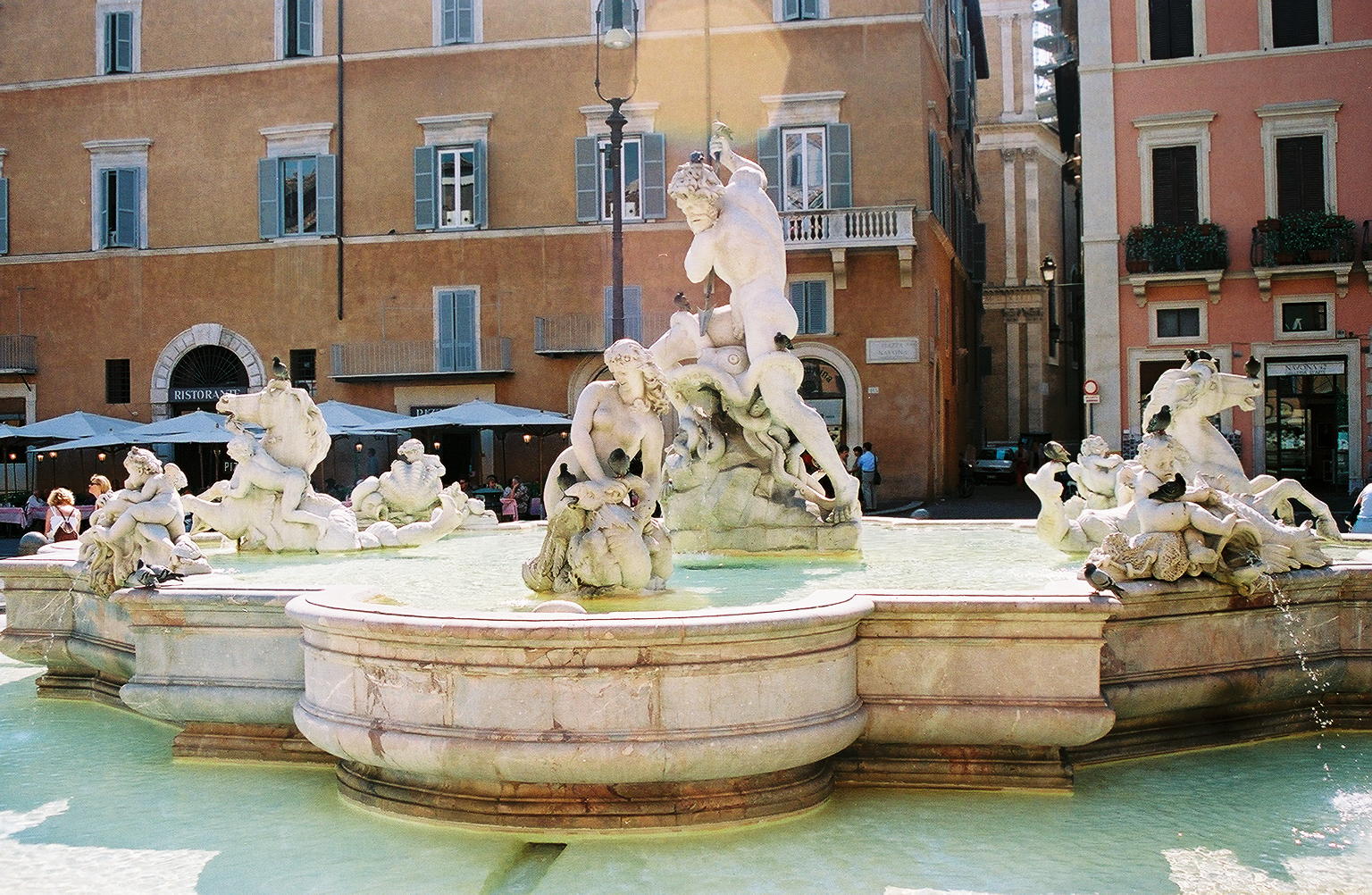
Grupul statuar “Fontana del Nettuno"
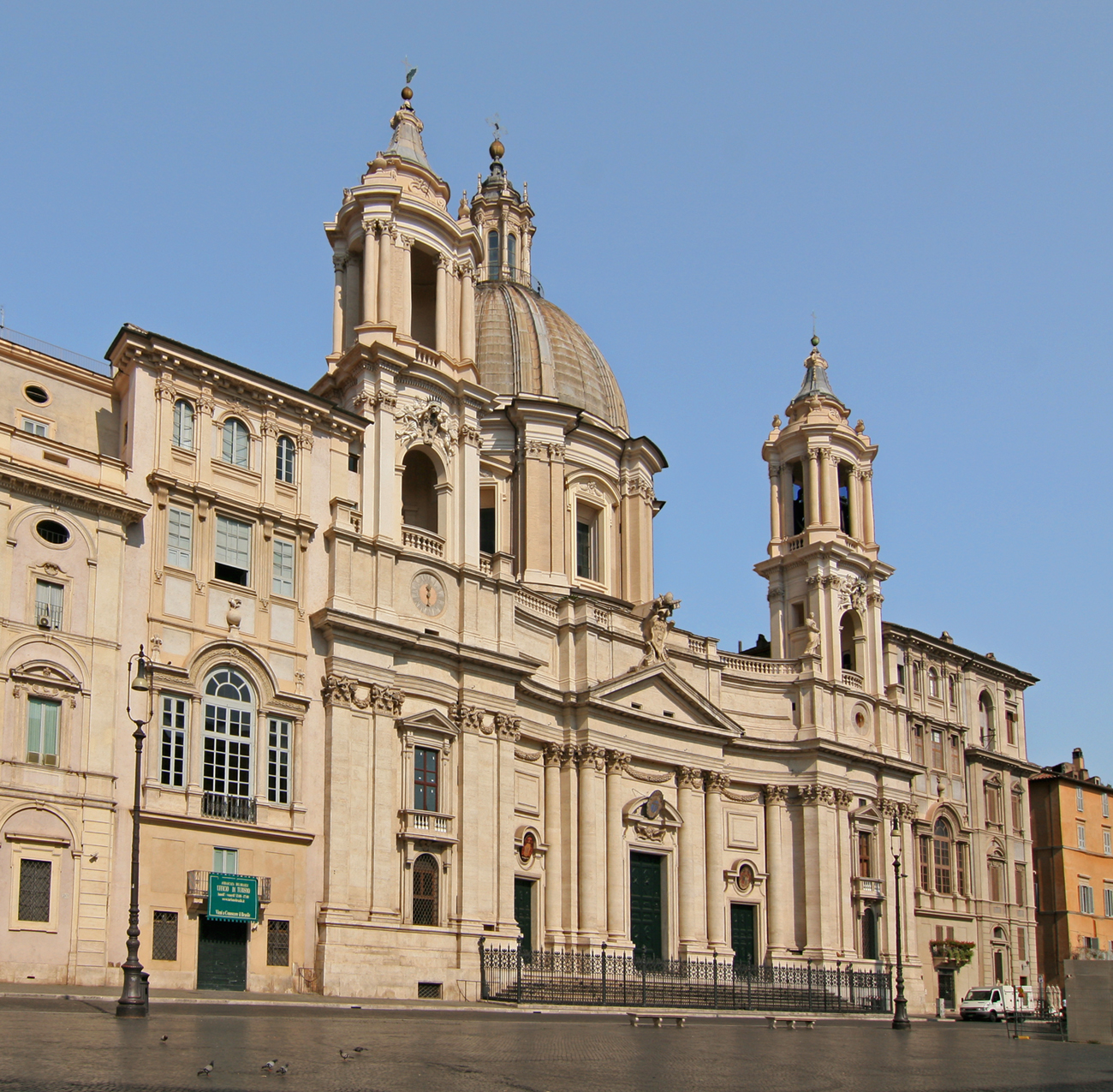
Biserica “Sant'Agnese in Agone” din Piazza Navona
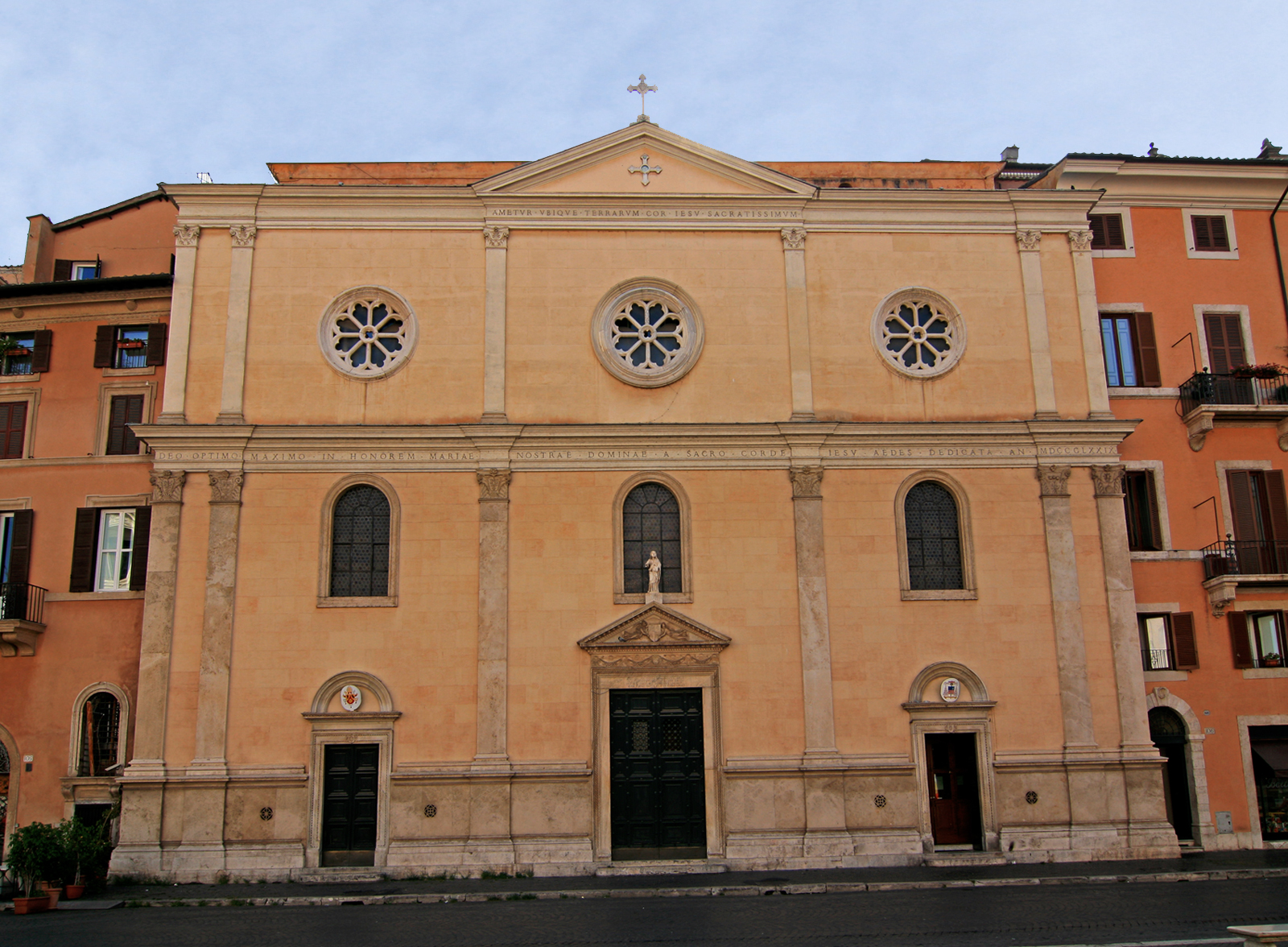
Biserica “Nostra Signora del Sacro Cuore” din Piazza Navona

## Vandalism
În dimineața de 3 septembrie 2011, grupul statuar Fontana del Moro a fost vandalizat. Ulterior, poliția a identificat vandalul în persoana unui bărbat care fusese înregistrat video cățărându-se în interiorul fântânii și decapitând, cu ajutorul unei pietre de dimensiuni mari, diverse statui. Identificarea s-a făcut pe baza încălțămintei. 